# فرمان مشروطیت

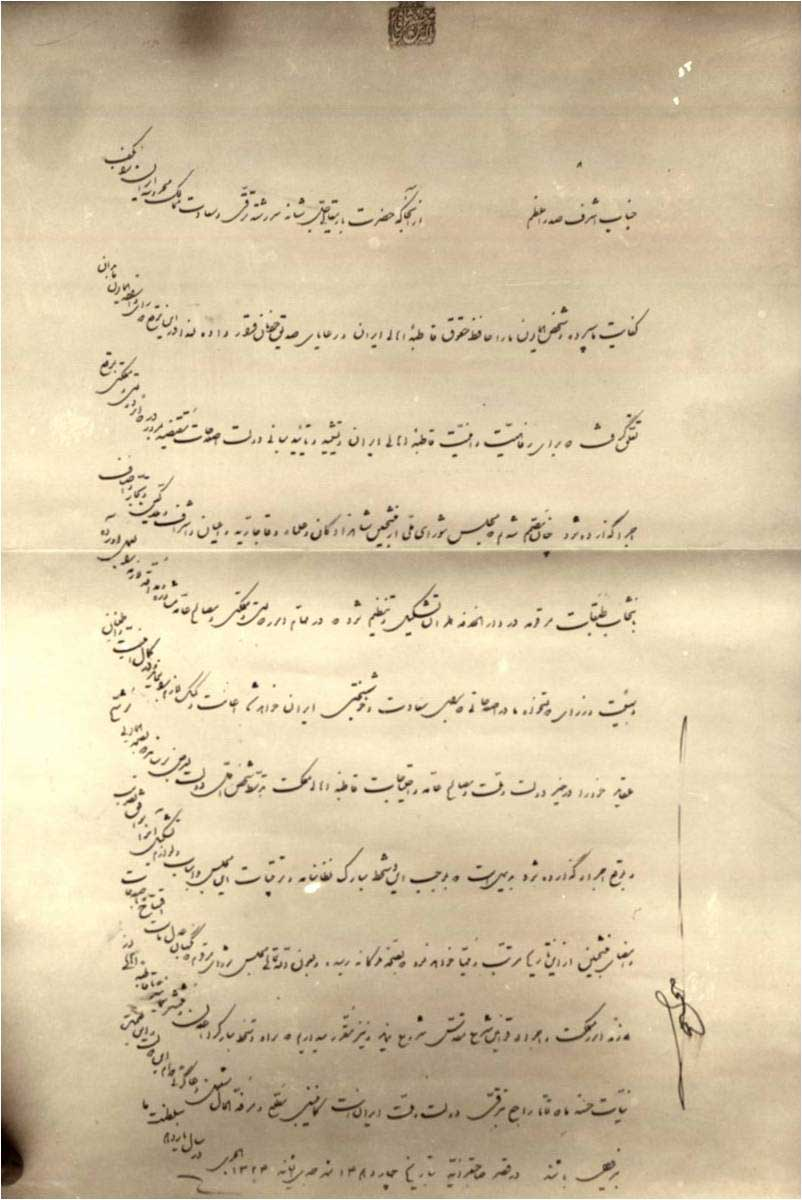
فرمان مشروطیت به قلم و انشای قوام‌السلطنه و امضای مظفرالدین شاه.

فرمان مشروطیت در اصل فرمان تشکیل مجلس شورای ملی ست که مظفرالدین شاه قاجار در ۱۳ مرداد ۱۲۸۵ خورشیدی امضا کرد و یک روز بعد در تاریخ ۱۴ مرداد ۱۲۸۵ (۶ آگوست ۱۹۰۶ میلادی) فرمان مشروطیت صادر شد. مظفرالدّین شاه با امضای این فرمان، درخواست متحصنین در جنبش مشروطه ایران را پذیرفت و با مشارکت مردم در امر حکومت موافقت کرد و بدین ترتیب در سرزمین ایران برای نخستین بار حکومت مشروطه تأسیس شد.
خطاب فرمان به صدراعظم، یعنی میرزا نصرالله‌خان مشیرالدوله است که خود در تهیّه آن و راضی کردن شاه به امضای آن کوشش کرده بود. اصل فرمان به خط و انشای احمد قوام است.

## متن فرمان
جناب اشرف صدراعظم -- از آن جا که حضرت باری تعالی جل‌شأنه سررشته ترقّی و سعادت ممالک محروسه ایران را بکف کفایت ما سپرده و شخص همایون ما را حافظ حقوق قاطبه اهالی و رعایای صدیق خودمان قرار داده لهذا در این موقع که اراده همایون ما براین تعلق گرفت که برای رفاهیّت و امنیّت قاطبه اهالی ایران و تشیید مبانی دولت، اصلاحات مقتضیه به مرور در دوائر دولتی و مملکتی به موقع اجرا گذارده شود چنان مصمم شدیم که مجلس شورای ملی از منتخبین شاهزادگان و علما و قاجاریه، اعیان، اشراف، ملاکین و تجار و اصناف به انتخاب طبقات مرقومه در دارالخلافه تهران تشکیل و تنظیم شود که در مهام امور دولتی و مملکتی و مصالح عامه مشاوره و مداقه لازمه را به عمل آورده به هیئت وزرای دولت خواه ما در اصلاحاتی که برای سعادت و خوشبختی ایران خواهد شد اعانت و کمک لازم را بنماید و در کمال امنیت و اطمینان عقاید خود را در خیر دولت و ملت و مصالح عامه و احتیاجات قاطبه اهالی مملکت به توسط شخص اول دولت به عرض برساند که به صحه همایونی موشح و به موقع اجرا گذارده شود. بدیهی است که به موجب این دستخط مبارک نظامنامه و ترتیبات این مجلس و اسباب و لوازم تشکیل آن را موافق تصویب و امضای منتخبین از این تاریخ معیّن و مهیّا خواهد نمود که به صحه ملوکانه رسیده و بعون‌الله تعالی مجلس شورای مرقوم که نگهبان عدل است افتتاح و به اصلاحات لازمهٔ امور مملکت و اجراء قوانین شرع مقدس شروع نماید و نیز مقرر می‌داریم که سواد دستخط مبارک را اعلان و منتشر نمایند تا قاطبه اهالی از نیات حسنه ما که تماماً راجع به ترقی دولت و ملت ایران است کماینبغی مطلع و مرفه‌الحال مشغول دعاگوئی دوام این دولت و این مجلس بی‌زوال باشند -- در قصر صاحبقرانیه به تاریخ چهاردهم جمادی‌الثانیه ۱۳۲۴ هجری در سال یازدهم سلطنت ما.

چون در این فرمان با ذکر «شاهزادگان قاجاریه و علماء و اعیان و اشراف و ملاکین و تجار و اصناف» ذکری از دیگر طبقات مردم نشده بود، به در خواست نمایندگانِ بست‌نشینان در باغ سفارت بریتانیا، فرمان دیگری صادر شد:

جناب اشرف صدراعظم -- در تکمیل دستخط سابق خودمان مورخه چهاردهم جمادی‌الثانیه ۱۳۲۴ که امر و فرمان صریحاً در تأسیس مجلس منتخبین ملت فرموده بودیم مجدداً برای آنکه عموم اهالی و افراد ملت از توجهات کامله ما واقف باشند امر و مقرر می‌داریم که مجلس مزبور را به شرح دستخط سابق سریعاً دایر نموده بعد از انتخابات اجزاء مجلس فصول و شرایط نظام مجلس شورای اسلامی را مطابق تصویب و امضای منتخبین به طوری که شایسته مملکت و ملت و قوانین شرع مقدس باشد مرتب بنمایید که به شرف عرض و امضای همایونی ما موشح و مطابق نظامنامه مزبور این مقصود مقدس صورت و انجام پذیرد.

در این فرمان عبارت «منتخبین ملت» آمده و نیز به جای «مجلس شورای ملی» از «مجلس شورای اسلامی» نام برده شده‌است.